# Charles d'Angennes de Rambouillet
Charles d'Angennes de Rambouillet (Rambouillet, 30 de outubro de 1530 - Corneto, 23 de março de 1587) foi um cardeal do século XVI

## Biografia
Nasceu em Rambouillet em 30 de outubro de 1530. De família nobre. O mais velho dos nove filhos de Jacques d'Angennes, signeur de Rambouillet, governador de Dauphiné, e Isabelle Cottereau. As outras crianças eram François; M Luís; Françoise; Nicolas, embaixador da França †1631; Claude, bispo de Noyons 1538-1601; Jean, marquês de Poigny †1593; François, senhor de Rambouillet ; e Filipe †1590. Seu sobrenome também está listado como d'Auget de Rambouillet.
Ele tinha uma solida dottrina , doutrina sólida. (Nenhuma informação educacional adicional encontrada)..
Passou longos períodos na corte francesa e foi enviado a várias embaixadas importantes..
(Nenhuma informação encontrada). Clérigo de Le Mans. Conselheiro do rei da França..
Eleito bispo de Le Mans, 27 de julho de 1556. Consagrado (nenhuma informação encontrada). Não tomou posse da diocese até 1560. Durante seu episcopado, a cidade de Le Mans foi atacada pelos calvinistas e a catedral de Saint-Julien vandalizada. Embaixador do rei Carlos IX da França perante o Papa Pio V. Participou do Concílio de Trento, de 13 de novembro de 1562 até seu encerramento. Embaixador francês perante a Santa Sé desde 1568..
Criado cardeal sacerdote no consistório de 17 de maio de 1570; recebeu o gorro vermelho e o título de S. Simeone Profeta, em 9 de junho de 1570. Optou pelo título de S. Eufemia, em 20 de novembro de 1570. Participou do conclave de 1572, que elegeu o Papa Gregório XIII. Legato na Úmbria desde 1578. Participou do conclave de 1585, que elegeu o Papa Sisto V. Governador de Corneto, 1587..
Morreu em Corneto em 23 de março de 1587. Sepultado na igreja de S. Francesco, Corneto, da Ordem dos Frades Menores (Cordeliers).